# Heide
 Der er for få eller ingen kildehenvisninger i denne artikel, hvilket er et problem. Du kan hjælpe ved at angive troværdige kilder til de påstande, som fremføres i artiklen.

Heide er kredsby i det nordlige Tyskland, beliggende i Ditmarsken i delstaten Slesvig-Holsten (Holsten). Heide har cirka 20.000 indbyggere.[kilde mangler] Byen nævnes første gang 1404 som Uppe de Heyde.[kilde mangler]
Den nedertyske (plattyske) digter Klaus Groth kom fra Heide.

## Historie
Navnet kommer fra tysk heide, "hede", som henviser til biotopen, som stedet ligger i. I regionens demografi har forskellene mellem marsklandet (lavlandet) og geesten (højlandet) spillet en vigtig rolle. Historisk har marsklandet været rigt, mens befolkningen på geesten har været fattige, men sidstnævnte har alligevel været mere beskyttet mod oversvømmelser. Heide er anlagt på de trygge sletter, mellem marsklandet og geesten, således at byerne er beskyttet mod oversvømmelser, men at befolkningen alligevel har kort vej til det frugtbare marsklandet, hvor der kan anlægges agre.

### Middelalderen
I 1404 nævnes stedet skriftligt for første gang som Uppe de Heyde, "oppe på heden". I 1447 blev Heide valgt som mødested for de politiske kræfter i Ditmarsken, som dengang de facto var en selvstændig bonderepublik af frie og selvejende bønder. I 1500-tallet blev Heide tillige et kirkested med opførelsen af landemærket Sankt Jürgen-Kirche i 1560.
I 1559 faldt republikken i en krig, som førte til, at Ditmarsken blev delt mellem sejrherrerne kongen af Danmark og hertugen i Holsten, og Heide overtog samtidig status som hovedstad i Ditmarsken fra Meldorf.

### I helstaten
Heide havde 5.135 indbyggere i 1835 og 5.284 i 1840, 5.396 indbyggere i 1845, 6.120 i 1855, 6.830 indbyggere i 1860.

### Under Preussen
Først i 1869 fik Heide byrettigheder på lige vilkår med Meldorf.
I 1910 havde byen 10.100 indbyggere.

### Mellemkrigstiden
Heide var en tidlig bastion for Nationalsozialistische Deutsche Arbeiterpartei (NSDAP), og i rigsdagsvalget 1928 fik NSDAP 12,6 % af stemmerne i Heide. Efter blodige sammenstød mellem nazister og kommunister i den nærliggende by Wöhrden fik NSDAP en stærk medlemstilgang i regionen. I de efterfølgende valg i Heide fik partiet 14 % af stemmerne i 1929, 33,3 % i 1930, 50,8 % i 1932 og 57,7 % i 1933. Hermann Hadenfeldt fra NSDAP var borgmester 1933–1937, derefter Karl Herwig frem til 2. verdenskrigs afslutning i 1945, da Storbritannien udnævnte August Vehrs. Senere er det rejst et mindesmærke over faldne antinazister i byen. Allerede i 1932 havde regeringen sammenlagt Syd- og Nord-Ditmarsken, dog med Meldorf som administrationscentrum, men denne beslutning blev omgjort af nazisterne i 1933.[kilde mangler]

### Efter 2. verdenskrig
I 1967 blev Süderholm og Bennewohld indlemmede i kommunen efter eget ønske. Frem til 1970 fungerede byen som administrationscentrum i Nord-Ditmarsken kreds. Fra 1970 er Heide administrationscentrum i et samlet Ditmarsken.

## Galleri
- Markedspladsen i Heide
- Handelsgaden Friedrichstraße
- St. Jürgen-Kirche. 
Foto: Rainer Knäpper